# ラジごめIIIホンジャマカ共和国
『ラジごめIII ホンジャマカ共和国』（ラジごめスリー ホンジャマカきょうわこく）は、1993年7月3日（2日深夜）から1995年3月26日（25日深夜）まで中京テレビで放送されていたバラエティ番組である。全84回＋再放送1回。

## 概要
『ラジごめII金曜日の王様』の後を引き継ぐ形でスタートした深夜番組で、1988年10月から6年半にわたって放送されていたラジごめシリーズの最終作に当たる。この番組もやはり視聴者から寄せられたネタハガキを基に進行するという、深夜のラジオ番組のような進行形式を踏襲していた。前番組の放送末期から引き続き、当時雲竜フレックスビル内で営業していたアジア系のエスニック料理店・蝦蟹市場クンポーフレックス店からの生放送。営業終了後の店舗の一角を間借りしてセットを仮設し、それをスタジオにして生放送を行っていた。
この番組もラジごめシリーズの正統後継番組として企画されたものであるが、その一方で前身番組群からの脱却も放送開始時より試みられていた。『金曜日の王様』まではコミックシンガーの嘉門タツオ（旧名・嘉門達夫）がパーソナリティを務めていたが、この番組ではお笑いコンビのホンジャマカがパーソナリティとなった。ハガキを読む役は恵俊彰が、付けヒゲや衣装を使っての役のなりきりは石塚英彦が主に担当。ほか、ホンジャマカのマネージャー「平井くん」や中京テレビのプロデューサー「瀬古さん」、そして番組からの告知やスポンサー各社からの告知を伝える時以外にはあまり出番が無かった藤田陽子や大石まゆみなどがその脇を固める形で出演していた。このパーソナリティの交代劇により、それまでは替え歌が中心だった各投稿コーナーもホンジャマカが得意とするショートコントのコーナーが中心になり、同時に投稿システムも一新された。しかしながら、前身番組群が築き上げてきた投稿システムを全て破棄したことから、改めて正式な投稿システムを確立するまでにおよそ8か月を要した。
また、番組の生放送中に、ホンジャマカの2人が中京コカ・コーラボトリングの製品（主にコカ・コーラ）を飲みながら進行する場面がよく見受けられた。この点でも前身番組群とは趣を異にしており、後に中京コカ・コーラは中京テレビ土曜深夜の自社製作枠の主要スポンサーに付いた。この傾向は、同枠後継番組の『キス・ミス・チック』『めざせ!総・楽・天』『キャイ〜ンのギャロンパ』へと引き継がれていくことになる。

## 放送時間
いずれも日本標準時。当時の中日新聞テレビ欄での表記を基にしているが、実際の放送時間はこれよりも2分程度の遅れを伴っていた。殆どの期間においては金曜深夜に放送されていたが、1994年10月からは土曜深夜に放送されていた。
- 土曜 1:05 - 2:45 （金曜深夜、1993年7月3日 - 1994年3月26日） - 初回は報道特番編成の影響で55分遅れで放送。
- 土曜 1:10 - 2:50 （金曜深夜、1994年4月2日 - 1994年9月24日）
- 日曜 0:45 - 2:25 （土曜深夜、1994年10月9日 - 1995年3月26日）

## 出演者

### パーソナリティ
- 石塚英彦（ホンジャマカ） - 番組の進行および役のなりきりを主に担当。
- 恵俊彰（ホンジャマカ） - 番組の進行およびハガキ読みを主に担当。
- 藤田陽子 - 金曜深夜時代のアシスタント。
- 大石まゆみ - 金曜深夜時代のアシスタント。
- 林智恵子 - 土曜深夜時代のアシスタント。

### その他の主な出演者
- 平井くん - 当時ホンジャマカのマネージャーを務めていた渡辺プロダクションの青年社員で、毎回「私のまわりの平井くん」のコーナーに参加していた。
- 瀬古隆司 - この番組を担当していた中京テレビのプロデューサー。番組の生放送中に意味も無く蝦蟹市場店内をうろつくため、毎回カメラに映り込んではホンジャマカの2人からツッコまれていたが、「コント教育委員会」のコーナーではホンジャマカの補佐役を務めることもあった。

### マスコットキャラクター
- ホジャリーノ - オープニングアニメーションなどに登場していた2頭身のキャラクターで、『ラジオDEごめん』時代の快獣ブースカと『金曜日の王様』時代の王様に替わるマスコットキャラクターとして採用された。頭から伸びた3本のアンテナ、まん丸な顔、赤いりんごほっぺが特徴。

## スタッフ
- 協力：蝦蟹市場クンポーフレックス店
- 構成：すずまさ、小林仁、中野俊成
- オープニングCG：るじるし
- テーマ作曲：川井憲次
- 衣装協力：Endive、PRICE CLUB、Tient Page、PAZZO、MIDWEST
- スタイリスト：山田智子
- TD：坂本伸一、榊原昭彦
- 番組デスク：奥村尚美
- カメラ：鹿田智樹
- オーディオ：大山幸秀（ウエルカム）
- アシスタントディレクター：福島正修、明石泰幸
- ディレクター：宇野祐司（コックスプロジェクト）
- アシスタントプロデューサー：柄澤正也（中京テレビ）
- プロデューサー：瀬古隆司（中京テレビ）、天野正治（コックスプロジェクト） → 安部田公彦（中京テレビ）、天野正治（コックスプロジェクト）
- 技術協力：名古屋ウエルカム
- 制作協力：コックスプロジェクト
- 制作著作：中京テレビ

## 主な放送内容

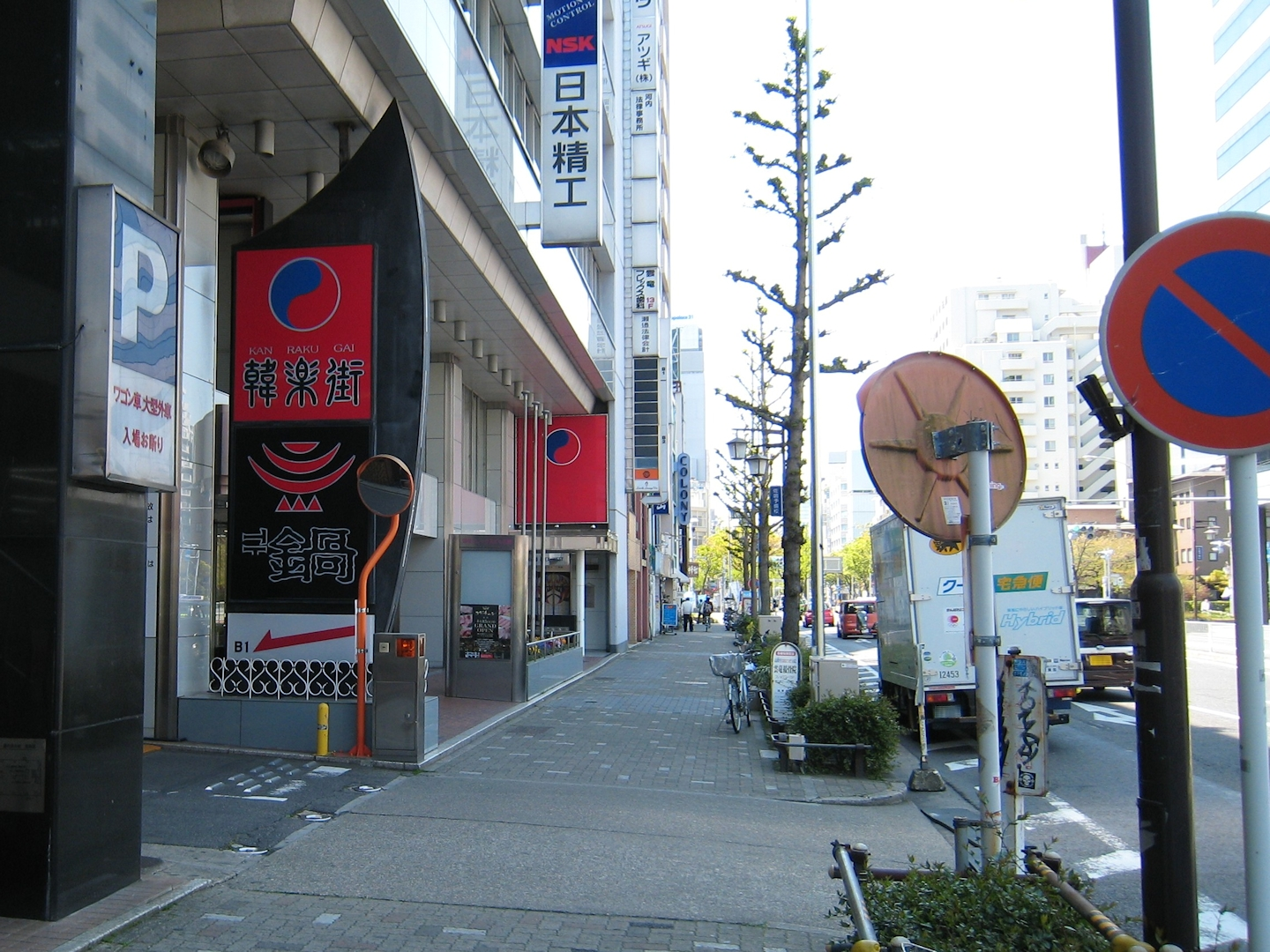
オープニングトークが行われていた雲竜フレックスビル駐車場入口前

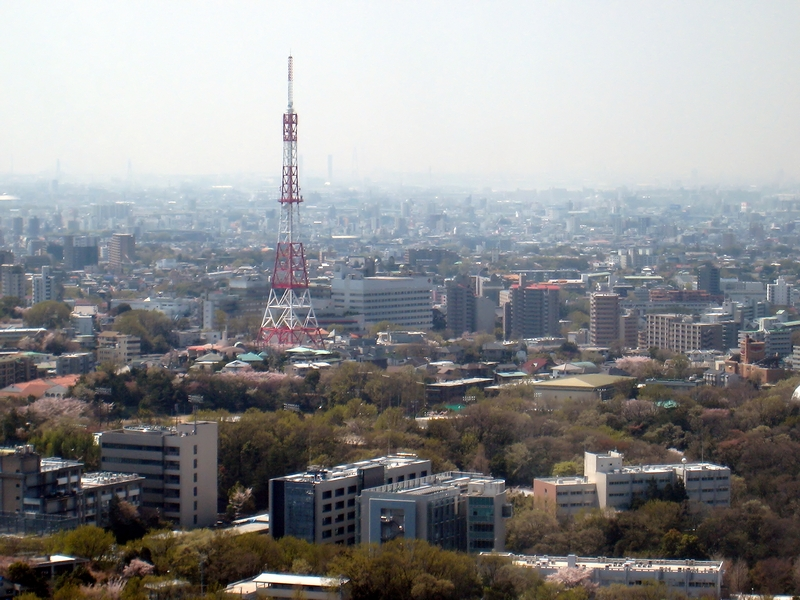
「ホン京テレビ制作部 売り込み大作戦！」のジングル映像に使われていた中京テレビ本社周辺地域

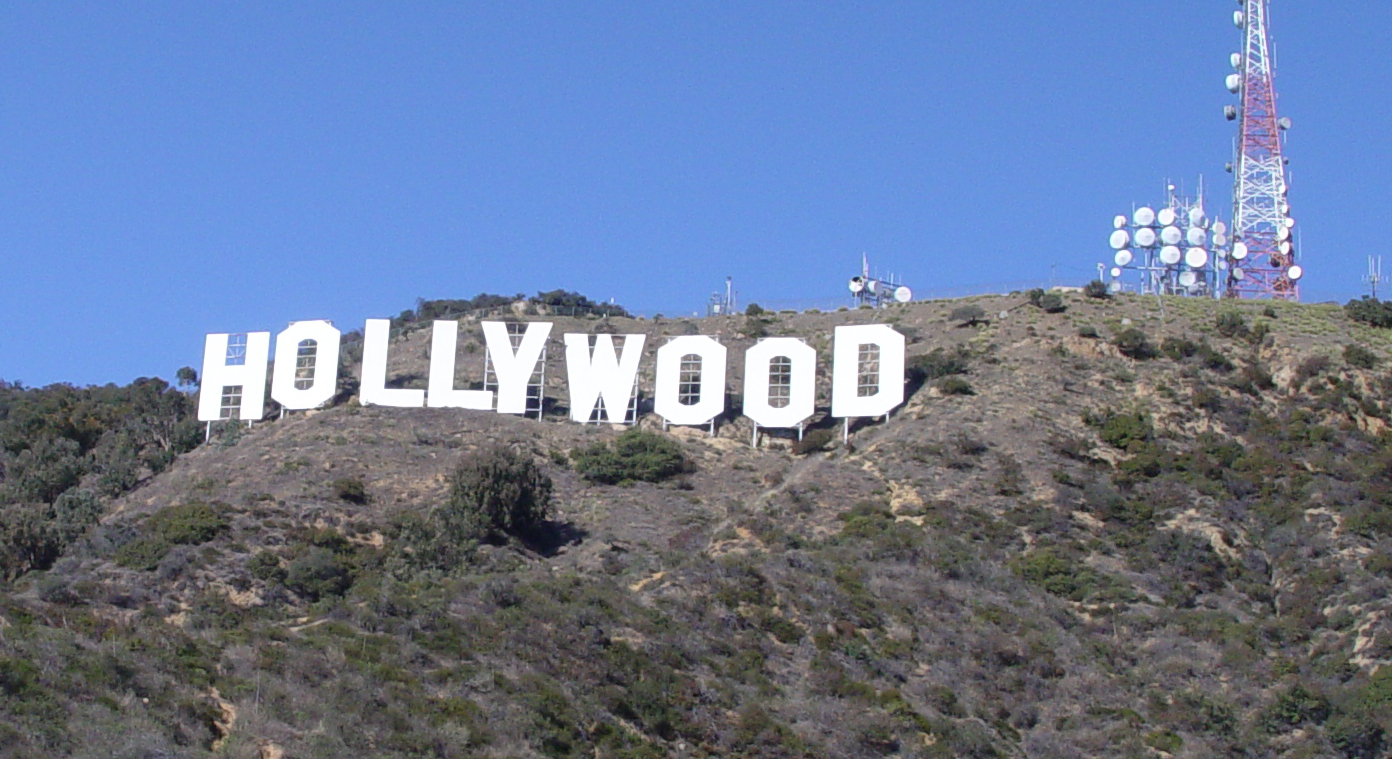
「ビデオの共和国」のジングル映像に使われていたハリウッドサイン

投稿コーナーに関してはショートコントのコーナーが中心だったが、それ以外のコーナーは『金曜日の王様』からの引き継ぎコーナーが多かった。
オープニングトーク
番組のオープニングが始まるまでの間、ホンジャマカの2人による30秒間のオープニングトークが雲竜フレックスビル屋外の駐車場入口前で行われていた。トーク終了後、2人は映像がオープニングアニメーションに切り替わっている間に蝦蟹市場店内に設置のスタジオまで戻らねばならず、途中にCMが挿まれることもなかった。そのため、映像が戻った瞬間に石塚が額に汗をかいて軽く肩で息をしている姿もよく見受けられた。
コント教育委員会
毎回ホンジャマカの2人が提示するテンプレート会話文の虫食い部分に好きなワード・センテンスを入れ、おかしな会話内容にしたものを投稿するショートコントコーナー。投稿ハガキに書かれたセリフの実演はホンジャマカがメインで行い、アシスタントあるいは番組スタッフのいずれか1人が補佐でこれに参加した。
君も放送作家だ!!
こちらはお題フリーで、投稿者側で自由にお題を設定できるショートコントコーナー。同コーナーから生まれた「国語の授業シリーズ」が特に人気が高く、放送中期にはこのシリーズへの投稿がコーナーの半数を占めるようにもなった。
私のまわりの平井くん
投稿者の身の回りの人物がかました天然ボケ珍発言や珍行動をハガキに書いて報告するコーナーで、このコーナーのみマネージャーの平井くんも参加していた。コーナータイトルは、平井くんが仕事や私生活でよくとんちんかんな発言や行動をしていたことに由来する。機会にさえ恵まれれば投稿初心者でもでき、しかも事実に即した計算の無い笑いが得られることから、投稿者たちからの人気は常に高かった。
ナゾナゾナゾリーナ
「○○○なもの、なーんだ？」「正解は○○○」というテンプレートに沿っての、なぞなぞ形式のネタを投稿するコーナー。開始早々廃れてしまい、3週間もの間放置されていたということもあった。その後、存在自体が忘れ去られる形で廃止された。
うまいものクッキング
視聴者から寄せられた食べ物のおかしな食べ方や調合レシピを紹介するコーナーで、毎回石塚扮する「タ〜ジマ・ヒデ」と恵がスタジオでそれらを実際に作っては体を張って試食していた。送られてきたレシピの例として、「高級ハムの味」「くつしたの味」「消えるカレー」などがあった。
日常の素朴な疑問コーナー
世間では当たり前の事になっていて普段は気にも留めないけれど、よく考えてみれば変だと思う事、思えてならない事を視聴者がハガキを通じて世に問うコーナー。ホンジャマカの2人だけでは回答が出せない議題については翌週へ持ち越しとなり、代わって番組を見ていた別の視聴者がハガキを通じて回答を行った。初回から行われていたコーナーで、当初のコーナータイトルは「他人の人生相談」だった。
詩のコーナー
犬や電柱など、話すことのできない者の気持ちを勝手な解釈で代弁したおかしな一言を書いて送る「本音シリーズ」などを内包していた投稿コーナー。
イラスト投稿
番組側から積極的に募集を掛けていたわけではなかったが、視聴者から毎週さまざまなネタイラストが送られていた。イラストに対しては専用の紹介コーナーを設けずに、各コーナー間やCMまでの空いた時間を使って紹介していた。ハガキの裏に描かれたものが殆どだったが、A4サイズの紙に描かれた力作イラストが届くこともあった。
HK-TV ホン京テレビ制作部 売り込み大作戦！
その日のゲストが石塚扮する大物プロデューサーに売り込みを掛けるという体で行われていたトークコーナーで、ゲストがこっそり石塚に手渡した物を当てる視聴者プレゼントクイズを内包していた。このクイズに正解した視聴者には、「Drinking Club MOON」や「SOUTHERN KUNPO: TAURUS」などのサナミグループ各店で使える10,000円相当の招待券が贈られた。
ビデオの共和国
アシスタントの藤田と大石が最新作の映画レンタルビデオを紹介するコーナーで、投稿コーナーに居合わせることが少なかった2人の数少ないトークの場としても機能していた。『金曜日の王様』時代に行われていた「ビデオの王様」のコーナーのコンセプトをそのまま引き継いだもので、コーナー導入部のジングル映像も『金曜日の王様』時代の映像を流用していた。
ぴっつあんの差し入れクイズ
月に一度番組に訪れるアオキーズ・ピザの店長「ぴっつあん」が、その当日にどんなピザを持って現れるのかを予想する3択クイズコーナー。正解者にはアオキーズ・ピザのオリジナルテレホンカードが贈られた。
Dr.平田の夜の保健室
月に一度番組に訪れる美容外科国際クリニック（現・名古屋美容外科）の平田修人院長が、視聴者の心と体の悩みに対して適切なアドバイスをするコーナー。これも『金曜日の王様』時代に行われていた「Dr.平田&チクワ犬の美しさの泉」のコーナーのコンセプトをそのまま引き継いだもので、コーナー進行役のホンジャマカは毎回女性看護師が着るような白衣を着て出演していた。

## 投稿システムの概要と投稿特典
前述の通り、この番組の投稿システムは当初は基礎がしっかりと固まっておらず、常に暗中模索・試行錯誤の状態で行われていた。放送開始から8か月後の1994年3月12日（11日深夜）放送分でようやく発表・施行された制度が正式な投稿システムとなり、以後定着していった。以下に示すのは、同日放送分から採用された投稿システムである。

### ネタの採用ごとに贈られるグッズ
読まれたハガキはホンジャマカの2人によって4段階評価で振り分けられ、「なぬぅ〜」「ぬなぁ〜」「へぇ〜マジ」「勉強」と書かれたボックスの該当箇所へと投入。この時に2人が付けた評価に応じ、以下の番組グッズが投稿者の下へ郵送された。一覧内にある色付きの四角は、ハガキ投入ボックスの該当箇所それぞれの色分けを示す。
| 評価       | 投稿特典                                     | 概要                                                           |
| ---------- | -------------------------------------------- | -------------------------------------------------------------- |
| なぬぅ〜   | 金のチャリンコステッカーが付いたハガキ       | ハガキに自転車装飾用のステッカーが付属。                       |
| ぬなぁ〜   | 銀のコバンザメテレカステッカーが付いたハガキ | ハガキにオリジナルテレホンカードが作成可能なステッカーが付属。 |
| へぇ〜マジ | 銅の往復ハガキ                               | 往復ハガキの返信用部分を番組への投稿に再利用することが可能。   |
| 勉強       | 無し                                         | 何も貰えない。                                                 |

上記グッズ類のほかにも、東海3県の企業各社が提供する特別プレゼントが毎週2人の投稿者に贈られていた（「なぬぅ〜」ハガキの中から選考される最優秀賞、およびボツハガキの中からの抽選）。この選考会は、エンディング直前のロールもしくはエンディングの最中に行われていた。

### ポイント制グッズ
上記グッズ類の郵送に使われたハガキは、ポイントを貯めることによって得られる以下のポイント制グッズの引換券としての役割も担っていた。したがって、これらのグッズも希望するのであれば、付属のグッズを取り外した後もハガキを捨てずに貯めておく必要があった。金のハガキは1枚につき5ポイント、銀のハガキは1ポイントで計算。銅のハガキは一応往信用部分がそれに相当していたが、ポイント加算の対象にはならなかった（たとえ何十枚貯めて送っても紙屑同然の扱い）。
| 代価       | 投稿特典                 | 概要                                                                 |
| ---------- | ------------------------ | -------------------------------------------------------------------- |
| 10ポイント | ホジャリーノ焼き         |                                                                      |
| 30ポイント | 藤田・大石のウラビデオ?! |                                                                      |
| 50ポイント | 常連認め印               | 印影に番組のマスコットキャラクター・ホジャリーノの絵柄を用いている。 |

## 番組イベント
番組主催の関連イベントも、『金曜日の王様』時代に行われていたものとはやや異なる主旨で展開されていた。また、時折『金曜日の王様』時代の出演者たちを呼んでの公開生放送合同イベントも行われていた。
- ラジごめスペシャル 王様の逆襲！
  - 開催日時：1993年9月11日（10日深夜）
  - 開催会場：クラブダイアモンドホール
  - 内容：ラジごめ新旧レギュラー陣による公開生放送合同イベント
  - 出演者：石塚英彦、恵俊彰、藤田陽子、大石まゆみ、嘉門達夫、原田さとみ、大藤晋司
- ラジごめIIIホンジャマカ共和国 東京ディズニーランド&横浜ツアー
  - 開催日時：1994年4月4日・4月5日
  - 内容：東京ディズニーランドパスポート入場券付き、ザ・ホテルヨコハマにてホンジャマカとの楽しいトークタイム（説明フリップの原文まま）
- 石しゃんと踊るBIG ONEなダンサー募集
  - 開催日時：1994年4月9日
  - 参加資格：4月9日のキャンペーンに参加できる人、自信を持ってデブと言える人（説明フリップの原文まま）
- ラジごめスペシャル 金曜日の王様vsホンジャマカ共和国ライブバトル
  - 開催日時：1994年12月25日（24日深夜）
  - 開催会場：クラブダイアモンドホール
  - 内容：ラジごめ新旧レギュラー陣による公開生放送合同イベント
  - 出演者：石塚英彦、恵俊彰、藤田陽子、大石まゆみ、嘉門達夫、原田さとみ、大藤晋司
- ラジごめ震災救援ライブ
  - 開催日時：1995年3月19日（18日深夜）[4]
  - 放送日時：1995年3月27日（26日深夜：番組最終回の翌日）[5]
  - 開催会場：クラブダイアモンドホール
  - 内容：ラジごめ新旧レギュラー陣[4][5]＋『電波結社バババ団』レギュラー陣[5]＋バカルディ[4]による阪神・淡路大震災義捐金チャリティーイベント
  - 出演者：嘉門達夫、石塚英彦、恵俊彰、大竹一樹、三村勝和、桶田敬太郎、村田渚

## テーマ曲

### オープニングテーマ
- オリジナルテーマ曲（作曲：川井憲次、公開生放送の回以外の全期間） - 番組中盤で一旦入る提供クレジットのBGMとしても使われていた。

### オープニングトークBGM
- Bomb A Head! （m.c.A・T、1994年3月まで）
- 世界で一番はやい告白（恵俊彰、1994年4月以降）

### エンディングテーマ
- 葛藤（鈴木彩子、1993年7月中のみ）
- Kokomo （ザ・ビーチ・ボーイズ、上記放送分以外の全期間）

「Kokomo」は、前番組から引き継がれた。

## エピソード
- この番組のゲストは、中京テレビ土曜夕方の音楽番組『電波結社バババ団』に出演するゲストと一致することが多かった。『バババ団』では時々ゲストミュージシャンたちが司会の高杢禎彦とトークをしている最中に突然何の脈絡も無くジョークを飛ばすことがあったが、これは彼らが「ホン京テレビ制作部 売り込み大作戦！」のコーナーに出演した際に、ホンジャマカの2人から宣伝告知の見返りとして『バババ団』の生放送中に指定したネタを言うように指示されていたためである。司会の高杢はこの事を知らされておらず、ゲストミュージシャンたちが突然かますボケネタへのリアクションに困る様子が見られた。
- 他に、『金曜日の王様』時代のパーソナリティである嘉門達夫もよくゲスト出演していた。嘉門は公開生放送の回だけでなく平常放送の回にも繰り返しゲスト出演し[1]、ホンジャマカの2人が金曜深夜に東京から名古屋まで緊急移動せざるを得なくなった1994年7月23日（22日深夜）放送分においては、彼らがスタジオに到着するまでの代理でパーソナリティを務めた。なお、ホンジャマカも番組放送開始1か月前の『金曜日の王様』1993年5月29日（28日深夜）放送分にゲスト出演したことがある。
- 出演者の何気ない一言から番組企画へと発展することもあった。これに該当する例として、1994年3月12日（11日深夜）放送分のエンディングでプレゼント当選者を発表している最中に、アシスタントの大石が当選者に向けて発した「私ももらってぇー」の一言がある。その日、大石はホンジャマカの2人に軽くツッコまれただけで終わったが、その翌週、この一言を真に受けた当選者と別の視聴者2人からの「応募」封書が番組宛てに届いた。これを面白がったホンジャマカは、番組の放送中に大石の見合い相手を募集する企画を提案。次週より緊急企画として実施された。
- 番組主催の公開生放送では、ホンジャマカの後輩で当時まだ無名だったネプチューンの3人が前座を務めていた。
- 2004年4月25日に中京テレビで放送された特番『中京テレビ大感謝祭！4時間生スペシャル!!』で、この番組の一部映像が流されたことがある。また、かつてこの番組の出演者だった石塚が、『PS』2009年12月6日放送分に出演した際にもこの番組の映像が流された。これは、石塚が自身お気に入りのグルメスポットに『金曜日の王様』時代の途中までスタジオに使われていたIMANAS亭フレックス店を挙げたことによるもので[6]、同じラジごめ繋がりからこの番組の映像が流された。なお、IMANAS亭フレックス店はラジごめシリーズが終了した後も屋号を変えた上で営業を続けているが、この番組がスタジオに使っていた蝦蟹市場クンポーフレックス店は現存しない。